# Мрія (газета)
«Мрія» («Мечта» — рус.) — общественно-политическая областная еженедельная газета, издававшаяся в 1997—2016 гг. в Запорожье (Украина). Выпускалась на русском и украинском языках. Также выходила в электронной версии.

## История
Была основана в начале 1990-х годов Виктором Левадным, руководителем издательства «Магнат». Изначально позиционировалась как массовое развлекательное издание. Через некоторое время газету купили запорожские предприниматели Борис Шестопалов и Дмитрий Швец. Дата и сумма сделки неизвестны.
В 2000-х годах газета находилась под управлением Запорожского филиала УМХ-Холдинг («Запорожье-Медиа») во главе с запорожским издателем Валерием Фоменко.
В 2010 году редактором газеты стал запорожский журналист Виталий Дзюба. С того момента произошёл ребрендинг издания: газета полностью поменяла внешний вид, логотип, слоган, формат, стилистику и стала позиционироваться как городской таблоид. В 2012 году Виталий Дзюба покинул пост руководителя редакции газеты. Несколько позже журналистский коллектив газеты обнародовал заявление о давлении на свободу слова со стороны издателя. По информации журналистов, после ухода редактора в редакции появились «тёмники» и цензура, а журналисты потеряли защиту от издателя, навязывающего темы публикаций. Коллектив редакции заявил о массовом увольнении.
«Неприкосновенность журналистов действовала до тех пор, пока работал Виталий Дзюба. Но стоило ему уйти, как Фоменко сразу поменял тон общения с журналистами. И стал не рекомендовать, а требовать освещать определённые темы, в которых зачастую были замешаны местные политики, особенно часто — губернатор Борис Петров и секретарь горсовета Владимир Кальцев. Причем, согласно тезисам издателя, эти чиновники должны были выглядеть не в самом лучшем свете…», — отмечала тогда журналист Надежда Красножон в официальном заявлении редакционного коллектива.
Валерий Фоменко отрицал обвинения в цензуре в свой адрес, обосновывая правку материалов обычной редакторской деятельностью. Экс-редактор издания Виталий Дзюба воздерживался от публичных заявлений по этому поводу и участия в конфликте.
В 2013 году произошёл новый конфликт, уже между издателем и учредителями, после чего газета перешла в управление к новому издателю — Global Media Holding, владельцем которого называли Евгения Черняка. По сообщениям СМИ, учредители были недовольны финансовой отчётностью газеты и обвинили Валерия Фоменко в сокрытии доходов от бизнеса, хотя официальных заявлений Бориса Шестопалова и Дмитрия Швеца по этому поводу не было. В свою очередь, сам Валерий Фоменко назвал происходящее «рейдерским захватом редакторского кресла». Новым редактором издания стал журналист Юрий Гудыменко, известный также политической деятельностью и националистическими убеждениями.
В 2016 году газета прекратила деятельность, однако сайт продолжил работать.

## Тематика материалов
Издание публиковало материалы об экономических, культурных, социальных, политических и спортивных событиях в регионе и Запорожье.
Главные рубрики: «Фотофакт», «В городе», «Районка», «Картина недели», «Спорт», «Среда обитания», «Будь здоров», «Читатель-газета», «Отдохни», «Афиша».